# 파하드 탈리브
파하드 탈리브(1994년 10월 21일 ~ )는 이라크의 축구 선수이며, 현재 알쿠와 알자위야에서 뛰고 있다. 포지션은 골키퍼이다